# Nemognatha dunniana
Nemognatha dunniana is een keversoort uit de familie van oliekevers (Meloidae). De wetenschappelijke naam van de soort is voor het eerst geldig gepubliceerd in 1891 door Casey.